# 四川総督
四川総督（しせんそうとく、満洲語：ᠰᡟᠴᡠᠸᠠᠨ ᠊ᡳ
ᡠᡥᡝᠷᡞ
ᡣᠠᡩ᠋ᠠᠯᠠᠷᠠ
ᠠᠮᠪᠠᠨ 転写：sycuwan -i uheri kadalara amban）は、中国清朝の地方長官の官職である。四川省の総督として管轄地域の軍政・民政の両方を統括した。

## 沿革
- 1644年（順治元年）、四川巡撫が設置され、成都に駐在する。総督は設置されなかった。
- 1653年（順治10年）、陝西総督が四川総督を兼任する。
- 1657年（順治14年）、陝西総督の兼任をやめ、四川総督府を重慶に設置する。
- 1668年（康熙7年）、川湖総督を設置して、総督府を荊州に置く。
- 1670年（康熙9年）、総督府が重慶に戻される。
- 1672年（康熙13年）、四川省単独で総督が設置される。
- 1680年（康熙19年）、四川省は陝甘総督の管轄に置かれ、川湖総督は湖広総督に改称される。
- 1731年（雍正9年）、再び四川総督が設置され、成都に総督府に置かれる。
- 1735年（雍正13年）、再び廃止される。
- 1759年（乾隆24年）、四川総督が陝西省も管轄するが、まもなく四川省のみの管轄とされる。